# Kanton Eymoutiers
Kanton Eymoutiers is een kanton van het Franse departement Haute-Vienne. Kanton Eymoutiers maakt deel uit van het arrondissement Limoges en telt 5992 inwoners (1999).

## Gemeenten
Het kanton Eymoutiers omvatte tot 2014 de volgende 12 gemeenten:
- Augne
- Beaumont-du-Lac
- Bujaleuf
- Cheissoux
- Domps
- Eymoutiers (hoofdplaats)
- Nedde
- Peyrat-le-Château
- Rempnat
- Saint-Amand-le-Petit
- Sainte-Anne-Saint-Priest
- Saint-Julien-le-Petit

Door de herindeling van de kantons bij decreet van 20 februari 2014, met uitwerking op 22 maart 2015, werden volgende 20 gemeenten aan het kanton toegevoegd, waaronder alle gemeenten van de opgeheven kantons Saint-Germain-les-Belles en Châteauneuf-la-Fôret:
- Château-Chervix
- Châteauneuf-la-Forêt
- Coussac-Bonneval
- La Croisille-sur-Briance
- Glanges
- Linards
- Magnac-Bourg
- Masléon
- Meuzac
- Neuvic-Entier
- La Porcherie
- Roziers-Saint-Georges
- Saint-Germain-les-Belles
- Saint-Gilles-les-Forêts
- Saint-Méard
- Saint-Priest-Ligoure
- Saint-Vitte-sur-Briance
- Surdoux
- Sussac
- Vicq-sur-Breuilh